# RN3 (Benin)
Die RN3 ist eine Fernstraße in Benin, die in Kétou beginnt und in Sakété endet. Sie ist 80 Kilometer lang.
In Kétou beginnt sie an der Ausfahrt der RNIE4 und verbindet Kétou mit Sakété. Dort endet die Fernstraße. Nach einem kurzen, nicht nummerierten Abschnitt besteht Anschluss an die RNIE1.

Verschiedene Landfahrzeuge.
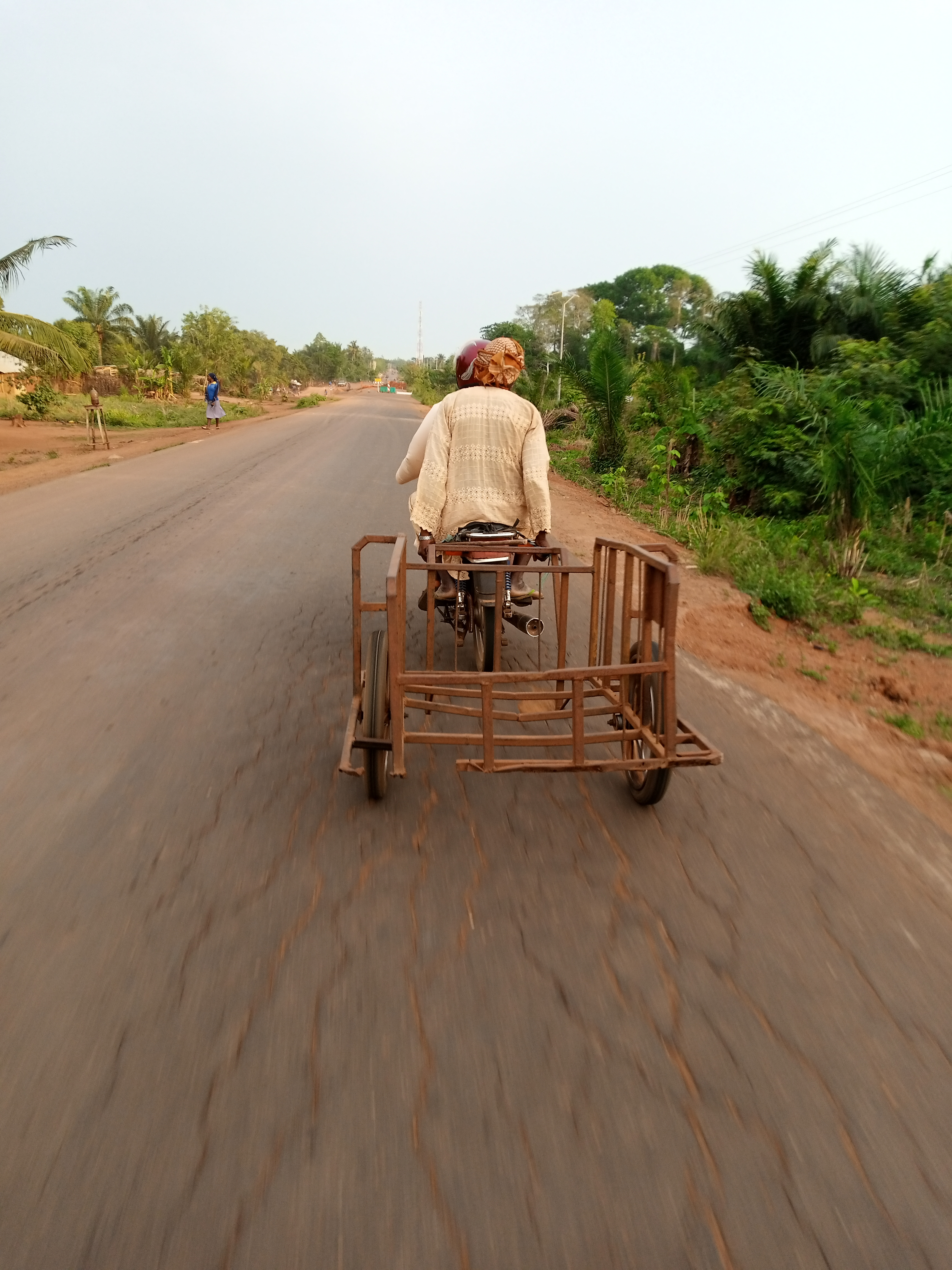
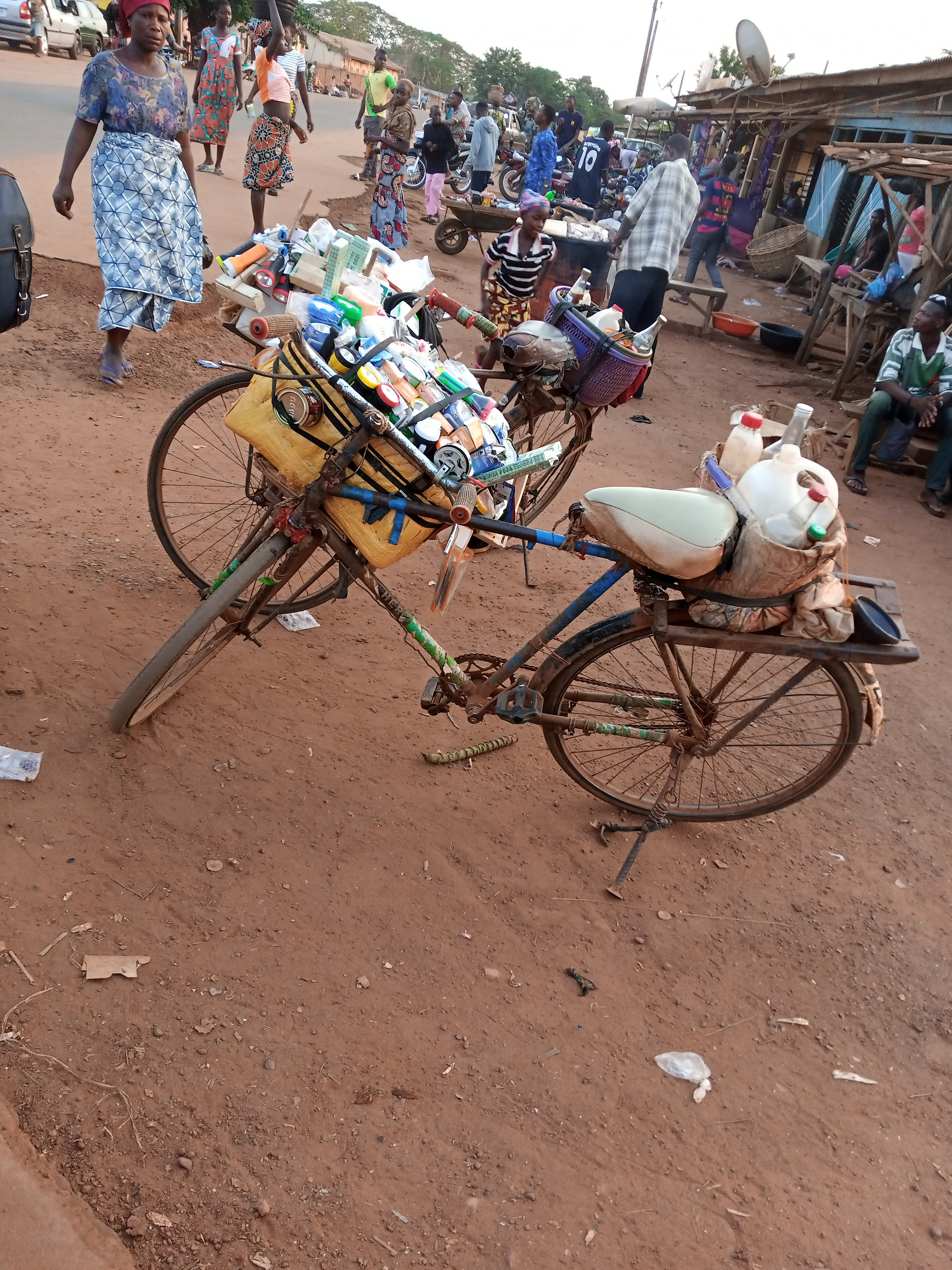
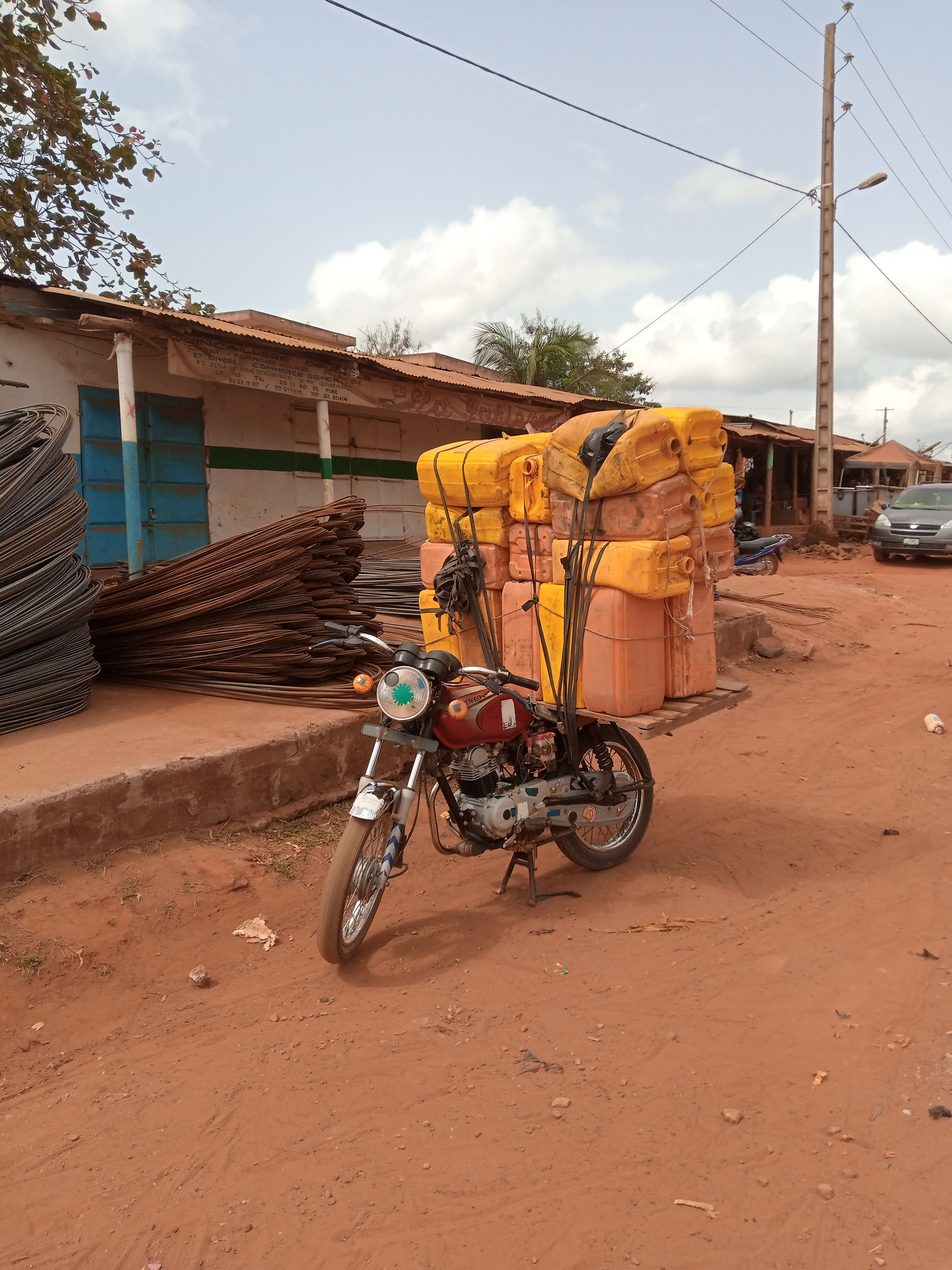
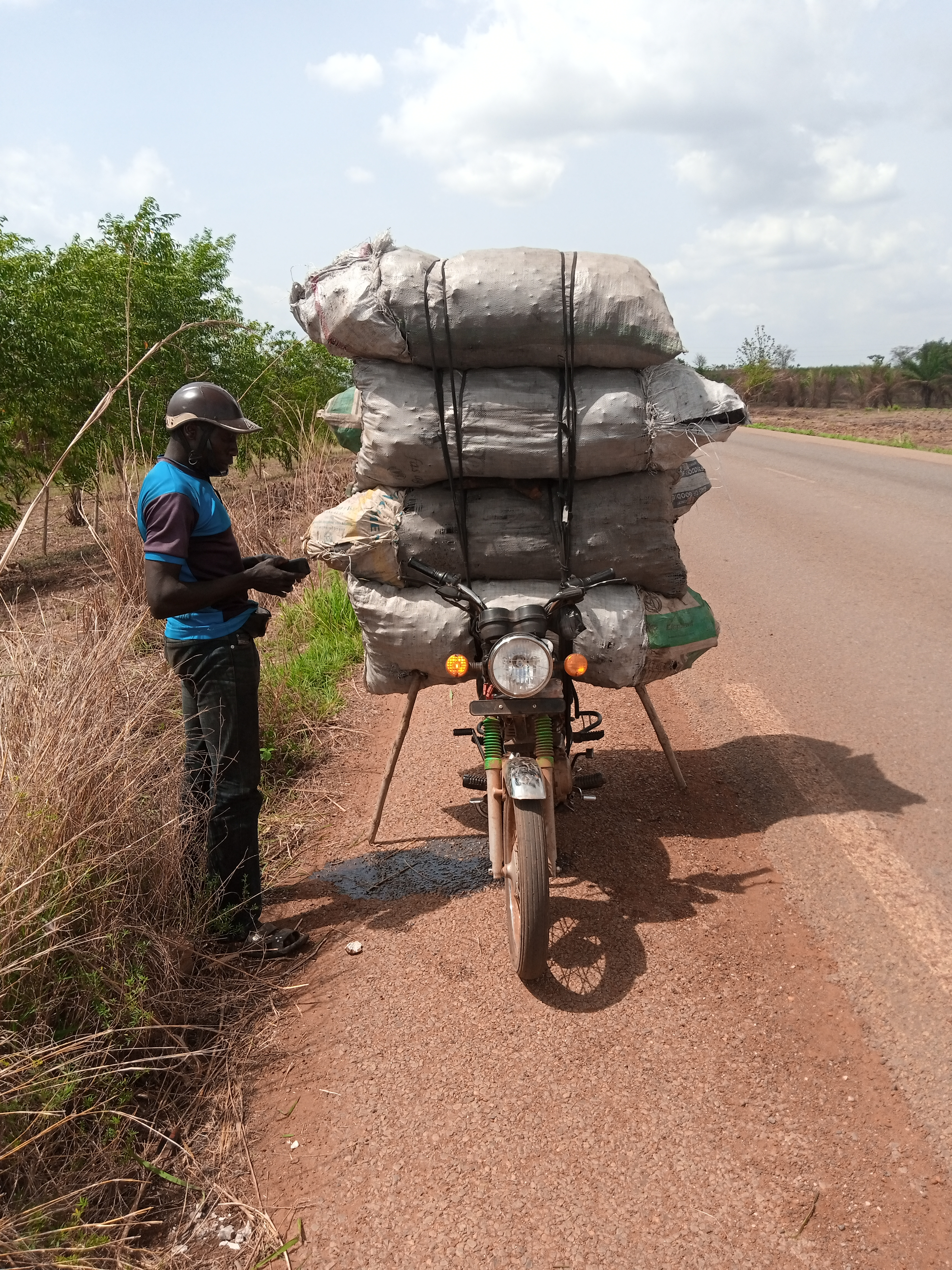
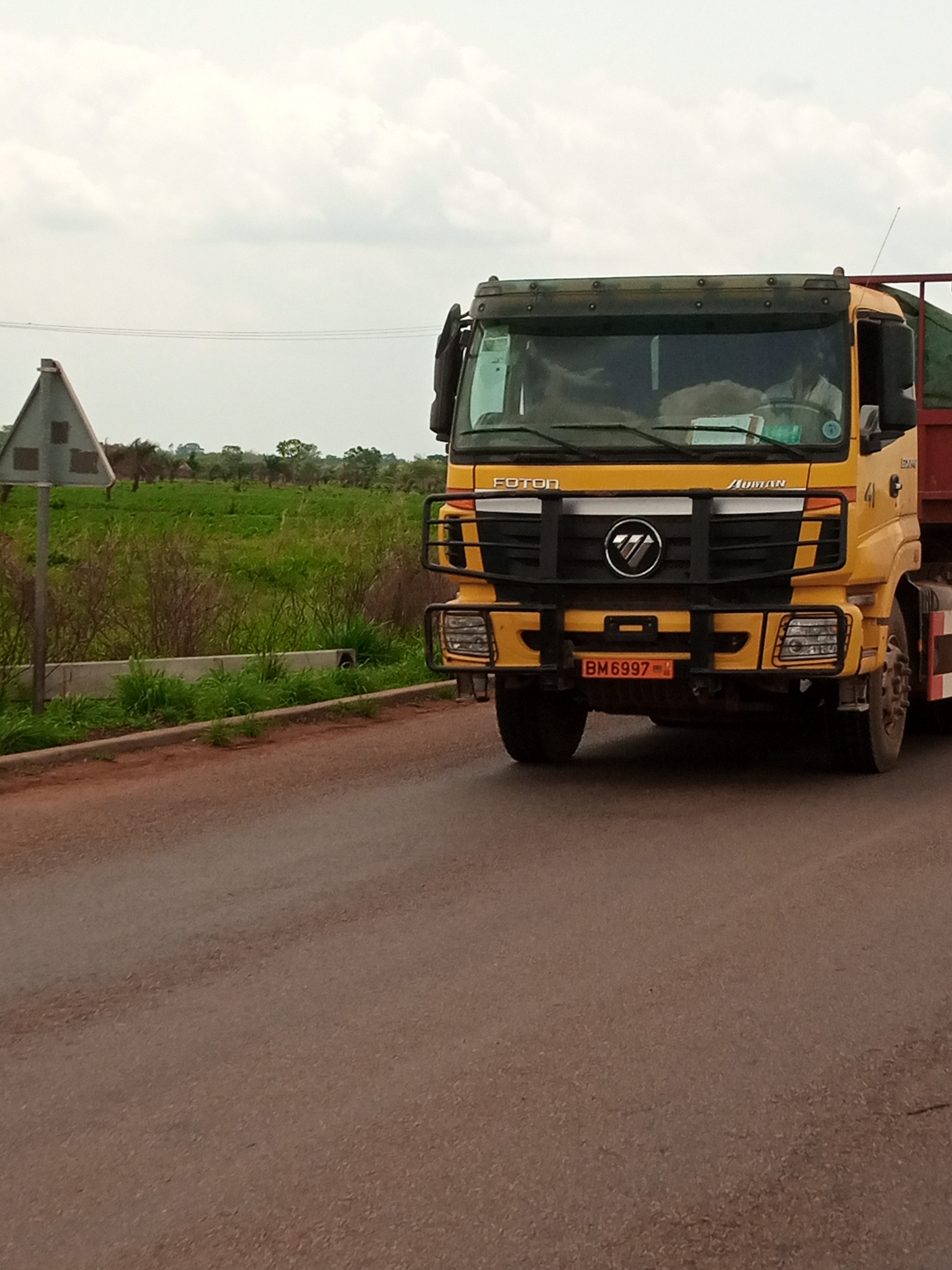